# Rudgea nivosa
Rudgea nivosa là một loài thực vật có hoa trong họ Thiến thảo. Loài này được André miêu tả khoa học đầu tiên năm 1866.